# Пад куће Ашерових (филм из 1960)
Пад куће Ашерових (енгл. The Fall of the House of Usher), такође познат под насловом Кућа Ашерових (енгл. House of Usher), амерички је готички хорор филм из 1960. године, режисера и продуцента Роџера Кормана, према сценарију који је Ричард Матесон написао на основу истоимене приповетке Едгара Алана Поа. Ово је први од осам филмова заснованих на Поовим причама које је Корман режирао. Улоге у филму тумаче Винсент Прајс, Марк Дејмон, Мирна Феј и Хари Елерб, а радња прати младића који, по доласку у породичну вилу своје веренице, открива ужасну клетву њене породице.
Конгресна библиотека је 2005. године изабрала Пад куће Ашерових за очување у Националном регистру филмова Сједињених Држава због „културног, историјског, или естетског значаја”.

## Радња
Филип Винтроп путује до куће Ашерових, запуштене виле окружене мрачном мочваром, да би видео своју вереницу Медлин Ашер. Њен брат Родерик противи се Филиповим намерама, говорећи младићу да је породица Ашер под утицајем проклетства које је довело све њихове претке до лудила, па чак утицало и на саму вилу, због чега је околна природа постала пустош. Родерик предвиђа да ће се породично зло пренети и на будуће генерације ако се Медлин уда, и жестоко се противи њиховој вези. Филип постаје све очајнији у намери да одведе Медлин; жељна да побегне од брата, она пристаје да пође с њим.
Током жестоке расправе са Родериком, Медлин изненада падне у каталепсију — стање у којем оболели делују као да су мртви. Родерик зна да је жива, али убеђује Филипа да је умрла и хитно организује њену сахрану у породичној крипти испод куће. Док се Филип спрема да оде након сахране, батлер Бристол нехотице открива да је Медлин боловала од каталепсије.
Медлин се буди у свом затвореном ковчегу, полуди од ужаса што је жива сахрањена и успева да се ослободи. Када Филип отвори ковчег, проналази га празног. Очајнички је тражи по замршеним ходницима крипте, али на крају колабира. Медлин проналази Родерика и напада га, давећи га до смрти. У том тренутку кућа, већ захваћена пламеном од угљева који су испали из камина, почиње да се руши, и двоје Ашера, заједно са Бристолом, страдају под рушевинама, чиме се окончава лозa Ашерових. Једино Филип успева да побегне и гледа како запаљена кућа тоне у мочварно земљиште које је окружује. Филм се завршава последњим речима из Поове приче: „... а дубоко и црно језеро суморно и немо се затворило над рушевинама куће Ашерових.”

## Улоге
| Глумац        | Улога         |
| ------------- | ------------- |
| Винсент Прајс | Родерик Ашер  |
| Марк Дејмон   | Филип Винтроп |
| Мирна Феј     | Медлин Ашер   |
| Хари Елерб    | Бристол       |